# Molophilus auriculifer
Molophilus auriculifer är en tvåvingeart som beskrevs av Günther Theischinger 1988. Molophilus auriculifer ingår i släktet Molophilus och familjen småharkrankar. Inga underarter finns listade i Catalogue of Life.